# Sigma
Sigma (grčki srednji rod: σίγμα; veliko slovo Σ; malo slovo σ i na kraju riječi ς) 18. je slovo grčkog alfabeta i ima brojčanu vrijednost 200. Izgovara se /s/.

## Podrijetlo
Slovo šin (ש) iz feničkog pisma izvor je grčkoga slova sigma, ali naziv je dobila po slovu sameh (ס).

## Šifra znaka
Standardi Unicode i HTML ovako predstavljaju grčko slovo sigma:
|                                | Unikod | Unikod                         | HTML     | HTML     | izgled ovisi o pregledniku | poveznice (engl.)                |
| k. točka                       | naziv  | kod                            | entitet  |          | izgled ovisi o pregledniku | poveznice (engl.)                |
| ------------------------------ | ------ | ------------------------------ | -------- | -------- | -------------------------- | -------------------------------- |
| Veliko slovo Σ                 | U+03A3 | GREEK CAPITAL LETTER SIGMA     | &#x03A3; | &Sigma;  | Σ                          | detaljni podaci test preglednika |
| Malo slovo σ                   | U+03C3 | GREEK SMALL LETTER SIGMA       | &#x03C3; | &sigma;  | σ                          | detaljni podaci test preglednika |
| Malo slovo ς (na kraju riječi) | U+03C2 | GREEK SMALL LETTER FINAL SIGMA | &#x03C2; | &sigmaf; | ς                          | detaljni podaci test preglednika |